# Amaia Aberasturi

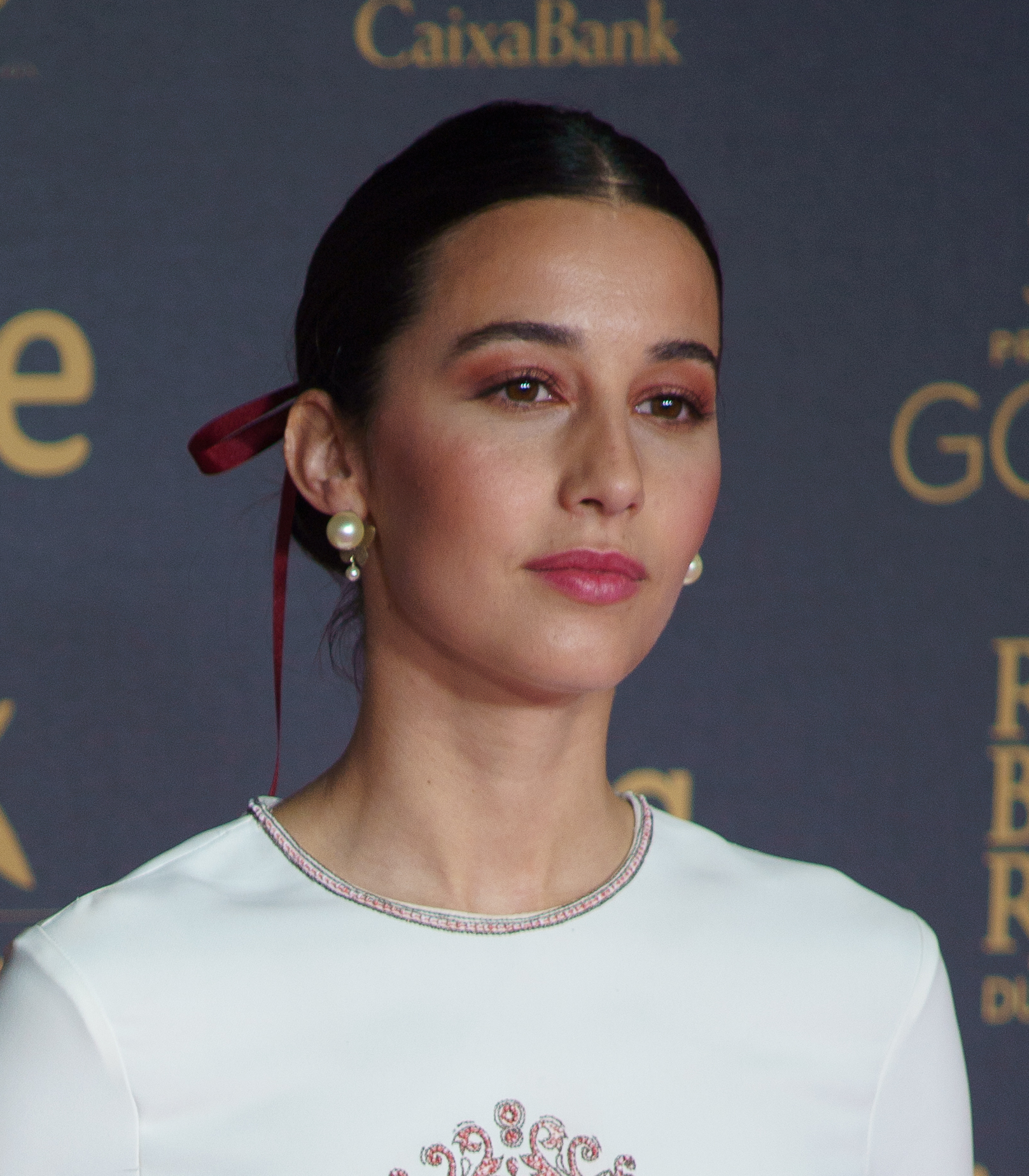
Amaia Aberasturi, 2024

Amaia Aberasturi Franco (* 28. April 1997 in Gautegiz Arteaga) ist eine spanische Schauspielerin.

## Leben und Karriere
Amaia Aberasturi wurde am 28. April 1997 in Gautegiz Arteaga geboren. Ihr Debüt gab sie 2010 in dem Film Zigortzaileak. Danach spielte sie 2015 in Umezurtzak mit. Anschließend wurde sie 2018 für den Film Vitoria, 3 de marzo gecastet. Unter anderem setzte sie 2018 ihre Karriere in 45 revoluciones fort. 2020 bekam Aberasturi in dem Film Tanz der Unschuldigen die Hauptrolle. Im selben Jahr war Aberasturi in der Serie 45 revoluciones zu sehen. Von 2022 bis 2023 spielte sie in der Netflixserie Willkommen auf Eden die Hauptrolle.

## Filmografie (Auswahl)
Filme
- 2010: Zigortzaileak
- 2015: Umezurtzak
- 2018: Vitoria, 3 de marzo
- 2020: Tanz der Unschuldigen (Akelarre)
- 2020: Nora

Serien
- 2014: Víctor Ros
- 2018: 45 revoluciones
- 2020–2023: Willkommen auf Eden (Bienvenidos a Edén)
- 2022: La edad de la ira
- 2024: Beguinas

## Auszeichnungen

### Nominiert
- 2021: Premios Goya in der Kategorie „Beste Schauspielerin“[4]
- 2021: Premios Feroz in der Kategorie „Beste Schauspielerin“[5]
- 2021: Medallas del CEC in der Kategorie „Beste Schauspielerin“[6]